# ロビンフット (お笑いコンビ)
ロビンフットは、ソニー・ミュージックアーティスツ（SMA NEET Project）に所属する日本のお笑いコンビ。

## メンバー
おぐ（本名:小嶋 章弘〈こじま あきひろ〉1976年5月5日（48歳） - ）
ボケ担当、立ち位置は向かって左。
血液型A型。
滋賀県大津市出身。滋賀県立膳所高等学校卒業、近畿大学中退。
NSC大阪校17期出身で、同じSMAに所属するバイきんぐやチャーミングじろうちゃんは同期。ここでの同期生とコンビ『ちゃわんむし』として4年ほど活動していた。
野田ちゃん、本間キッド（や団）、ゆずき（ハッピーエンド）、かるら大木と同じバイト先で働いていた。
ピンでのコントも行っている。2014年、『東洋水産R-1ぐらんぷり2014』にて決勝進出。キャッチコピーは『鏡の前のマリオネット』。2018年、『R-1ぐらんぷり2018』にて決勝進出し3位。キャッチコピーは『輝く!うすい彗星』。
キングオブコント決勝後、26歳の女性との入籍を自身のTwitterにて報告した。
マー坊（マーぼう、本名:斉藤 誠人〈さいとう まさひと〉1976年3月28日（49歳） - ）
ツッコミ担当、立ち位置は向かって右。
大阪府枚方市出身、関西大学工学部卒業。
大学在学中にフリーのお笑いコンビを結成。卒業後にこのコンビで上京するも、後に解散。
ワタナベエンターテインメントに所属していた当時は原田泰造（ネプチューン）の運転手をしていた。

## 来歴・芸風
2000年5月結成。大阪でそれぞれ活動していた頃からおぐに目を付けていたマー坊が誘い、東京に呼び寄せてコンビを組んだ。かつてはワタナベエンターテインメントに所属していた。しかしおぐは東京に馴染めなかったことで、上京後僅か1カ月で一度大阪へ戻る（この時おぐは当時交際していた彼女を残したまま上京しており、芸人を辞めて大阪で結婚しようと思っていたという）。そこでマー坊はおぐを東京に戻すためドッキリを仕掛けることになり、運転手をしていた原田の名を出して「東京で泰造さんが呼んでいる」と嘘をついておぐを呼び戻す形で再び上京させ、すぐにその足で『ネプチューンのallnightnippon SUPER!』（ニッポン放送）へ出演させ、この番組内でコンビ名を募集する企画を行った。
ネタは2人で作っている。

## 賞レースでの戦績

### M-1グランプリ
| 年度   | 成績      | 会場                       | 日時       |
| ------ | --------- | -------------------------- | ---------- |
| 2006年 | 2回戦進出 | ラフォーレミュージアム原宿 | 2006/11/05 |
| 2007年 | 1回戦敗退 | TOKYO FM HALL              | 2007/10/12 |
| 2008年 | 2回戦進出 | ラフォーレミュージアム原宿 | 2008/11/02 |
| 2009年 | 3回戦進出 | ルミネtheよしもと          | 2009/11/27 |
| 2010年 | 3回戦進出 | ルミネtheよしもと          | 2010/11/24 |
| 2015年 | 3回戦進出 | ルミネtheよしもと          | 2015/10/24 |

### その他
- 2018年 キングオブコント2018 決勝5位
- 2018年 お笑い全日本カップ2018 優勝
- 2024年 お笑い成人式2024 優勝
- 2024年 THE SECOND 〜漫才トーナメント〜 ノックアウトステージ16→8進出

## 主な出演番組

### テレビ
- 爆笑オンエアバトル（NHK総合）戦績4勝5敗 最高485KB
- お笑い図鑑 ハマヌキ（tvk）
- エンタの天使（2008年 - 2010年、日本テレビ）キャッチコピーは「老ラースケート哀ドル」→「心温まるダフ屋の物語」
- ぐるぐるナインティナイン「おもしろ荘」（2009年、日本テレビ）
- 爆笑レッドシアター「ホワイトシアター」（2010年、フジテレビ）
- あらびき団（2011年、TBS）
- 鉄子の育て方 第10話（2014年、メ〜テレ）
- オールスター後夜祭（2018年10月7日[14]・2019年4月7日[15]、TBS）
- にちようチャップリン（2018年11月3日、テレビ東京）
- スマートフォンデュ（2018年12月20日、テレビ朝日）
- 連続テレビ小説 まんぷく（2019年1月28日、NHK）※おぐのみ、畑信夫 役
- 笑点（2019年2月3日、日本テレビ）
- 水曜日のダウンタウン「30-1グランプリ」（2021年3月24日、TBS）[16]
- アメトーーク!「SMA芸人」（2021年5月20日、テレビ朝日）[17]
- 死神バーバー（2023年10月31日・11月7日、TOKYO MX）[18]

### ラジオ
- B★BOX FRIDAY（2005年4月 - 2006年3月、FM栃木）マー坊のみ
- 逆襲ザコシのチョゲチョゲPARK（AuDee）

| 『逆襲ザコシのチョゲチョゲPARK』（AuDee） - おぐのみ不定期出演 | 『逆襲ザコシのチョゲチョゲPARK』（AuDee） - おぐのみ不定期出演 | 『逆襲ザコシのチョゲチョゲPARK』（AuDee） - おぐのみ不定期出演 | 『逆襲ザコシのチョゲチョゲPARK』（AuDee） - おぐのみ不定期出演 | 『逆襲ザコシのチョゲチョゲPARK』（AuDee） - おぐのみ不定期出演 |
| 出演日                                                         | #                                                              | タイトル                                                       | 出典                                                           | 備考                                                           |
| -------------------------------------------------------------- | -------------------------------------------------------------- | -------------------------------------------------------------- | -------------------------------------------------------------- | -------------------------------------------------------------- |
| 2020年7月17日                                                  | #12                                                            | 「このスマホが世の中でまわったら、シショウ終わりですよ」       | [19]                                                           | おぐのみ、桐野安生と共演。                                     |
| 2020年8月28日                                                  | #18                                                            | 「#シコりたい」                                                | [20]                                                           | おぐのみ、本間キッド（や団）と共演。                           |
| 2020年9月18日                                                  | #21                                                            | 「上手い事言うねぇ、座布団いれちゃう?」                        | [21]                                                           | おぐのみ、ゆっくんちゃんと共演。                               |
| 2020年10月2日                                                  | #23                                                            | 「我、松本人志なり」                                           | [22]                                                           | おぐのみ、ジャック豆山と共演。                                 |
| 2020年10月30日                                                 | #27                                                            | 「バナナジュースライブ」                                       | [23]                                                           | おぐのみ、ほしのさとしと共演。                                 |
| 2020年12月18日                                                 | #34                                                            | 「お主、なぜいきり勃つ?」                                      | [24]                                                           | おぐのみ、本間キッド（や団）と共演。                           |
| 2021年2月12日                                                  | #42                                                            | 「正論はやめてよ」                                             | [25]                                                           | おぐのみ、ジャック豆山と共演。                                 |
| 2021年3月26日                                                  | #48                                                            | 「ごんすくない」                                               | [26]                                                           | おぐのみ、本間キッド（や団）と共演。                           |
| 2021年4月20日                                                  | #53                                                            | 「恥さらし」                                                   | [27]                                                           | おぐのみ、ジャック豆山と共演。                                 |
| 2021年5月26日                                                  | #56                                                            | 「先手 3四 嫌な気持ち」                                        | [28]                                                           | おぐのみ、本間キッド（や団）と共演。                           |
| 2021年7月2日                                                   | #62                                                            | 「OAまでに捕まんのだけはやめてね?」                            | [29]                                                           | おぐのみ、ジャック豆山と共演。                                 |
| 2021年8月27日                                                  | #70                                                            | 「クソそぼろ」                                                 | [30]                                                           | おぐのみ、ジャック豆山と共演。                                 |
| 2021年9月17日                                                  | #73                                                            | 「ハチャチャチャチャンス」                                     | [31]                                                           | おぐのみ、ジャック豆山と共演。                                 |
- 芸人お試しラジオ「デドコロ」（2024年4月 - 5月、火曜会）[32]